# جون كامبل (دبلوماسي)
جون كامبل (بالإنجليزية: John Campbell, 2nd Duke of Argyll, 1st Duke of Greenwich )‏ (و. 1678 – 1743 م) هو دبلوماسي من مملكة بريطانيا العظمى، توفي عن عمر يناهز 65 عاماً.

## مناصب
تولى منصب سفير.

## الخدمة العسكرية
خدم في الجيش البريطاني.

## جوائز
حصل على جوائز منها:
- فرسان الرباط
- وسام الشوك [الإنجليزية]‏.

## روابط خارجية
- جون كامبل على موقع الموسوعة البريطانية (الإنجليزية)